# DPM1
Dolihol-fosfat manoziltransferaza je enzim koji je kod ljudi kodiran DPM1 genom.

## Funkcija
Dolihol-fosfatna manoza (Dol-P-Man) služi kao donator manozilnih ostataka na lumenalnoj strani endoplazmatskog retikuluma (ER). Nedostatak Dol-P-Man rezultira defektnom površinskom ekspresijom GPI-usidrenih proteina. Dol-P-Man se sintetiše iz GDP-manoze i dolihol-fosfata na citosolnoj strani ER pomoću enzima dolihil-fosfat manoziltransferaze. Humanom DPM1 nedostaje karboksi-terminalni transmembranski domen i signalna sekvenca, i regulisan je pomoću DPM2.

## Model organisms
Modelni organizmi su korišćeni u proučavanju funkcije DPM1. Uslovna nokaut linija miša pod nazivom Dpm1tm1b(KOMP)Wtsi je generisana na Velkaom Trast Sanger institutu. Mužjaci i ženke su podvrgnuti standardizovanom fenotipskom pregledu da bi se utvrdili efekti delecije.

## Literatura
- Maeda Y, Tomita S, Watanabe R, Ohishi K, Kinoshita T (септембар 1998). „DPM2 regulates biosynthesis of dolichol phosphate-mannose in mammalian cells: correct subcellular localization and stabilization of DPM1, and binding of dolichol phosphate”. The EMBO Journal. 17 (17): 4920—9. PMC 1170821 . PMID 9724629. doi:10.1093/emboj/17.17.4920.
- Kim S, Westphal V, Srikrishna G, Mehta DP, Peterson S, Filiano J, Karnes PS, Patterson MC, Freeze HH (јануар 2000). „Dolichol phosphate mannose synthase (DPM1) mutations define congenital disorder of glycosylation Ie (CDG-Ie)”. The Journal of Clinical Investigation. 105 (2): 191—8. PMC 377427 . PMID 10642597. doi:10.1172/JCI7302.
- Imbach T, Schenk B, Schollen E, Burda P, Stutz A, Grunewald S, Bailie NM, King MD, Jaeken J, Matthijs G, Berger EG, Aebi M, Hennet T (јануар 2000). „Deficiency of dolichol-phosphate-mannose synthase-1 causes congenital disorder of glycosylation type Ie”. The Journal of Clinical Investigation. 105 (2): 233—9. PMC 377434 . PMID 10642602. doi:10.1172/JCI8691.
- Maeda Y, Tanaka S, Hino J, Kangawa K, Kinoshita T (јун 2000). „Human dolichol-phosphate-mannose synthase consists of three subunits, DPM1, DPM2 and DPM3”. The EMBO Journal. 19 (11): 2475—82. PMC 212771 . PMID 10835346. doi:10.1093/emboj/19.11.2475.
- García-Silva MT, Matthijs G, Schollen E, Cabrera JC, Sanchez del Pozo J, Martí Herreros M, Simón R, Maties M, Martín Hernández E, Hennet T, Briones P (2005). „Congenital disorder of glycosylation (CDG) type Ie. A new patient”. Journal of Inherited Metabolic Disease. 27 (5): 591—600. PMID 15669674. S2CID 5878710. doi:10.1023/B:BOLI.0000042984.42433.d8.
- Ashida H, Maeda Y, Kinoshita T (јануар 2006). „DPM1, the catalytic subunit of dolichol-phosphate mannose synthase, is tethered to and stabilized on the endoplasmic reticulum membrane by DPM3”. The Journal of Biological Chemistry. 281 (2): 896—904. PMID 16280320. doi:10.1074/jbc.M511311200 .
- Olsen JV, Blagoev B, Gnad F, Macek B, Kumar C, Mortensen P, Mann M (новембар 2006). „Global, in vivo, and site-specific phosphorylation dynamics in signaling networks”. Cell. 127 (3): 635—48. PMID 17081983. S2CID 7827573. doi:10.1016/j.cell.2006.09.026 .
- Ewing RM, Chu P, Elisma F, Li H, Taylor P, Climie S, McBroom-Cerajewski L, Robinson MD, O'Connor L, Li M, Taylor R, Dharsee M, Ho Y, Heilbut A, Moore L, Zhang S, Ornatsky O, Bukhman YV, Ethier M, Sheng Y, Vasilescu J, Abu-Farha M, Lambert JP, Duewel HS, Stewart II, Kuehl B, Hogue K, Colwill K, Gladwish K, Muskat B, Kinach R, Adams SL, Moran MF, Morin GB, Topaloglou T, Figeys D (2007). „Large-scale mapping of human protein-protein interactions by mass spectrometry”. Molecular Systems Biology. 3 (1): 89. PMC 1847948 . PMID 17353931. doi:10.1038/msb4100134.

## Spoljašnje veze
- GeneReviews/NCBI/NIH/UW entry on Congenital Disorders of Glycosylation Overview